# На кафи код Шекспира
На кафи код Шекспира је књига српске књижевнице Сање Домазет објављена 2022. године у издању "Службеног гласника" из Београда, у оквиру Бублиотеке Уметност и култура.

## О аутору
Сања Домазет (1968) је професор на Факултету политичких наука у Београду, аутор је више романа, есеја, драма, прича.

## О књизи
Књига На кафи код Шекспира је књига о путовањима која је и слави магију путовања. Путовање исто као и срећа, нема своју алгебру, али има магију – вртоглавицу, попут рулета. Пред читаоцем су приче о путовања у куће где су се рађали, бивали, умирали они који су мењали историју постојања на нашој земљи. Књига представља спис о домовима где су живели Шекспир, Рембрант, Бетовен, Моцарт, Хундертвасер, Тутанкамон, Ван Гог, Моне, Дирас, Јурсенар, Ромен Гари, Милена Барили, Андрић, Дучић, Љуба Поповић.
Ауторка је у причама о кућама и домовима славних дочарала крвно сродство које постоји између простора, предмета и духова великих људи што још увек лутају одајама својих домова, одгонетајући сагласја између генија и места где су сањали одважне снове.
Врата на корицама књиге представљају сва она врата кроз која је Сања Домазет прошла улазећи у домове познатих писаца, уметника, људи важних за историју овога света. Из тог искуства настала је ова збирка есеја-путописа. Куће у које је крочила ауторка није обилазила као музеје већ је пажљиво опажала детаље у њима, понирући у дубину личности које су у њима живеле.
Књига је сачињена од 22 текстуална поглавља, али и документарне подлоге текстова који завирују у апендикс под насловом „Анђели су код кућеˮ, додатак ономе што је на други начин већ речено о домовима славних.

### Одељци у роману
Књига садржи следеће одељке у којима су приказани домови познатих личности:
- И последњи ће бити први - Ана Франк
- Еденски логос на Андрићевом венцу - Иво Андрић
- Калиграфија ружа, ватромет звезда - Лудвиг ван Бетовен
- Кишна пророчанства јесени - Карен Бликсен
- Живот плеше око несопштивог - Маргерит Дирас
- Град - еденски дом - Јован Дучић
- Моја породица и остале животиње - Лоренс Дарел
- Оркани у души - Сигмунд Фројд
- Аутомобил као приватни космос - Гајто Газданов
- Куће утекле из бајки - Фриденсрајх Хундертвасер
- Слуга Ероса, пријатељ Волтера - Ђакомо Казанова
- Гогољ, Гомбрович и вамприресе - Љуба Поповић
- Биће кроз које нас је бог волео - Маргерит Јурсенар
- Плес на туђој земљи - Милена Павловић Барили
- Отисак загрљаја - Фолфганг Амадеус Моцарт
- Рајске тајне једне куће у Живернију - Клод Моне
- Тумарање ампутираним сновима - Оне куће
- У гостима код млинаревог сина - Рембрант Хармерсон Ван Рајт
- Дом у мајчином срцу - Ромен Гари
- Гробница као дом - Тутанкамон
- Свемир затворен у крлетку - Вилијам Шекспир
- Капела која гори - Ван Гог
- Анђели су код куће - Apendiх

## Награде
Књига На кафи код Шекспира је добила Награду „Љубомир П. Ненадовић“ за најбољу путописну књигу на српском језику у 2021/2022. години.